# Promised Land (2012)
Promised Land  ist ein US-amerikanisches Filmdrama aus dem Jahr 2012. Regie führte Gus Van Sant, die Vorlage zum Drehbuch von John Krasinski und Matt Damon stammt von Dave Eggers. Die Hauptrollen übernahmen Matt Damon, Frances McDormand und John Krasinski.
Der Film befasst sich mit dem umstrittenen Fracking und dessen Auswirkungen auf Mensch und Umwelt.

## Handlung
Steve Butler ist ein erfolgreicher Außendienstmitarbeiter bei Global Crosspower Solutions, einer Firma, die sich auf die Förderung von Erdgas mittels Fracking spezialisiert hat. Zusammen mit seiner Arbeitskollegin Sue Thomason soll Butler möglichst viele Schürfrechte in einer schwer von der Wirtschaftskrise getroffenen Region in Pennsylvania erwerben. Butler ist selbst auf dem Land aufgewachsen und kennt daher die Denkweise der Landbevölkerung. Im Glauben an einen leichten Auftrag machen sie sich auf den Weg und können, auch aufgrund der Perspektivlosigkeit der Besitzer, zahlreiche Grundstücke rasch erwerben. Doch in einer kleinen Ortschaft stoßen sie auf unerwarteten Widerstand, der von dem Lehrer und früheren Ingenieur Frank Yates angeführt wird. Bei einer Diskussion weist dieser die Gemeinde auf die Gefahren des Fracking hin. Zur Überraschung des völlig unvorbereiteten Butler steht die Gemeinde hinter Yates. So müssen nun Butler und Thomason alle Grundstücksbesitzer einzeln aufsuchen, um sie umzustimmen. Doch sie haben die Rechnung ohne den Stolz der Einwohner gemacht, und so wird der Auftrag zur Zerreißprobe, insbesondere da Yates Unterstützung von Dustin Noble erhält, einem Umweltschützer, der Butler offenbar nachgereist ist. Noble lässt sich nur zum Schein von Thomason bestechen und verwendet das Geld, um mit einer Kampagne die Bewohner über die Gefahren des Fracking zu informieren. Und so scheitern die meisten Versuche von Butler und Thomason, die Grundstücke aufzukaufen.
Doch dann wird von Global Crosspower Solutions ein Skandal rund um Noble aufgedeckt, der dessen Glaubwürdigkeit zerstört, so dass sich dieser gezwungen sieht, sein Vorhaben aufzugeben. Butler gegenüber räumt Noble dann allerdings ein, dass er Mitarbeiter von Global Crosspower Solutions ist und auf ihn angesetzt wurde, um die Situation zu kontrollieren und mit Hilfe des inszenierten Skandals die Bürger zu überzeugen, dass das Vorgehen der Frackinggegner unrechtmäßig ist.
Bei der nachfolgenden entscheidenden Abstimmung um die Förderrechte hält Butler eine Rede vor der Gemeinde. Vom skandalösen Vorgehen seines Arbeitgebers abgestoßen und überwältigt von der Gastfreundschaft und dem Zusammenhalt der Bewohner erzählt er ihnen die Wahrheit. Er gibt zu, dass er ihnen die Grundstücke weit unter Preis habe abkaufen wollen und dass das Fracking reelle Gefahren mit sich bringe. Von Thomason noch vor Ort informiert, entlässt Global Crosspower Solutions Butler umgehend. Der findet jedoch mit gepackten Koffern Einlass im Haus der Lehrerin Alice, mit der er sich immer enger angefreundet hat.

## Hintergrund
Matt Damon sollte ursprünglich Regie führen, gab diese Aufgabe jedoch wegen Zeitmangels an seinen Freund Gus Van Sant weiter und übernahm stattdessen die Hauptrolle.
Die Produktionskosten beliefen sich auf rund 15 Millionen US-Dollar.

## Filmmusik
Der Soundtrack stammt von Danny Elfman.
1. Logo
2. Traveling
3. Going To Work
4. The Meeting
5. The Bribe
6. Classroom
7. Turn Around
8. Time Lapse
9. Alice’s Farm
10. Weepy Donuts
11. Lighthouse
12. Revelation
13. The Speech
14. Classroom
15. The Milk Carton Kids

## Rezeption

### Kritiken
Das Lexikon des internationalen Films urteilt, der Film werde von „großartigen Darstellern und treffsicheren Dialogen“ getragen. „[M]it den klassischen Elementen des Entwicklungsdramas“ erzähle die Produktion „vom Zwiespalt zwischen finanzieller Absicherung und ökologischem Gewissen“.

### Auszeichnungen
Environmental Media Award 2013
- Auszeichnung in der Kategorie Spielfilm[2]